# Michele Skatar
Michele Skatar (Koper, RFS de Yugoslavia; 30 de diciembre de 1985) es un jugador profesional de balonmano croata nacionalizado italiano, lateral derecho en la selección italiana y en el SSV Bozen Handball. Skatar ha sido el primer "azzurro" en jugar en la Handball Bundesliga y en llegar a una final europea. En la temporada 2005-06, jugando por Trieste, se convirtió en el Capocannoniere de la Serie A con 233 goles.

## Equipos
- RK Umag (1999-2004)
- Pallamano Trieste (2004-2006)
- TSG Friesenheim (2006-2007)
- TuS Nettelstedt-Lübbecke (2007-2009)
- Mulhouse Handball Sud Alsace (2009-2010)
- HBC Nantes (2010-01/14)
- Handball Carpi (02/14-2014)
- Cesson Rennes Métropole Handball (2014-2016)
- Montélimar Cruas Handball (2016-2017)
- Strasbourg Eurométropole (2017-2020)
- Soultz Bollwiller Handball (2020-01/21)
- SSV Bozen Handball (02/21- )

- Datos: Q1476075
- Multimedia: Michele Skatar / Q1476075